# Зінов'єва Катерина Романівна
Катерина Романівна Зінов'єва (нар. 30 вересня 1991, смт. Апостолове, Дніпропетровська область) — українська журналістка, сценаристка, спеціалістка з комунікацій, письменниця та волонтерка. Авторка книги «Дім з вежею через дорогу».

## Життєпис
Дитинство провела на Дніпропетровщині, Луганщині та в Києві.
Освіта: Навчально-науковий інститу́т журналі́стики Київського національного університету імені Тараса Шевченка (2008—2014), журналістка.
Одружена, має двох дітей.

## Кар'єра
2010—2013 — журналістка відділу УНІАН. Культура.
2011—2014 — кінокритикиня, оглядачка кінопорталу kino-teatr.ua.
2014—2016 — репортерка програми «Факти тижня», ICTV.
2018—2019 — сценаристка програм на Espreso.TV та Hromadske.
2019 — дотепер — спеціалістка з комунікацій в низці державних органів та громадських і благодійних організацій.

## Нагороди та відзнаки
2015 — премія Надія журналістики  за сюжет «Евакуація з Дебальцевого» («Честь професії»).
2016 — номінантка на премію «За людяність в нелюдяні часи» за сюжет «Живуть люди» («Честь професії» ).
2017 — номінантка на премію «За найкраще подання складної теми» за серію матеріалів «Уроки російської» («Честь професії» ).
2017 — лауреатка конкурсу художнього репортажу «Самовидець»  за твір «Синдром одвічних залишенців».
2020 - фіналістка «Самовидця»  .

## Творчість
Авторка книги «Дім з вежею через дорогу» (2024) .
«Мрію, щоб про Україну та Київ читали в усьому світі так, як читають про Лондон, Нью-Йорк, Париж та Барселону. Бо культура здатна стирати кордони. А ще мрію, щоб українці більше цікавилися власною історією, справжньою, а не переписаною «совком» та росією.»

## Після повномасштабного вторгнення
Від початку повномасштабного вторгнення – волонтерка.